# Netcat
En informatique, netcat, également abrégé nc, est un utilitaire permettant d'ouvrir des connexions réseau, que ce soit UDP ou TCP. Il est conçu pour être incorporé aisément dans un large éventail d'applications. En raison de sa polyvalence, netcat est aussi appelé le « couteau suisse du TCP/IP ». Il existe sur plusieurs systèmes d'exploitation et s'utilise en ligne de commande. 
Il peut être utilisé pour connaître l'état des ports à la façon d'un scan de ports. Les paramètres peuvent comprendre une plage de ports et une variation aléatoire plutôt qu'un scan d'ordre décroissant par défaut. Il existe aussi une option qui permet d'envoyer des paquets source-routed, des paquets qui sont envoyés via des routeurs dont on spécifie les adresses IP. Mais la flexibilité de cet outil permet des usages plus exotiques : transferts de fichiers, backdoor, serveur proxy basique, ou encore messagerie instantanée.